# قسم ملاثاني الريفي
قسم ملاثاني الريفي (بالفارسية: دهستان ملاثانی) هي قسم تقع في إيران في الناحية المركزية (مقاطعة باوي). يقدر عدد سكانها بـ 7,129 نسمة.